# Melchor Bravo de Saravia
Melchor Bravo de Saravia y Sotomayor (Soria, 1512-ib., 8 de diciembre de 1577) fue un abogado y funcionario español, que llegó a ser presidente de la Real Audiencia de Lima y a la vez gobernador interino del Virreinato del Perú desde 1553 hasta 1556, y posteriormente, fue nombrado gobernador de la Capitanía General de Chile desde 1568 hasta 1575 y presidente de la subordinada Real Audiencia de Concepción.
Como presidente-gobernador interino peruano reprimió el levantamiento del encomendero Francisco Hernández Girón contra el rey, y como presidente-gobernador chileno luchó sin éxito contra los mapuches, aunque realizara una obra meritoria como administrador.

## Biografía hasta los cargos gubernamentales

### Origen familiar y primeros años
Melchor Bravo de Saravia había nacido en el año 1512 en la ciudad de Soria, de la entonces Castilla la Vieja que formaba parte de la Corona castellana, siendo hijo de Juan Bravo de Saravia, señor de Pica y de Almenar, y de María Sotomayor de Vera Morales. Es antepasado directo de los actuales marqueses de la Pica. 
Después de cursar Latinidad, se trasladó a Bolonia e ingresó en el Colegio Mayor de San Clemente (para estudiantes españoles) y se doctoró en Leyes.

### Su llegada a la Sudamérica española
Nombrado en 1547 oidor de la Real Audiencia de Santa Fe de Bogotá en el Nuevo Reino de Granada, no llegó a tomar posesión de dicha plaza porque inmediatamente recibió la orden de pasar al Perú para desempeñar el mismo cargo en la audiencia limeña, que se reinstaló en Lima en 1549 tras la debelación de la rebelión de Gonzalo Pizarro llevada a cabo por el pacificador Pedro de la Gasca, quien ejerció como presidente de dicha audiencia. 
Tras la partida de Gasca en 1550, Bravo de Saravia permaneció en el cargo de oidor, siendo nombrado presidente de la audiencia el oidor Andrés de Cianca en su calidad de oidor decano (el de más  antigüedad). Los otros oidores eran los licenciados Pedro Maldonado (quien falleció a principios de 1550) y Hernando de Santillán. 
En 1551 arribó al Perú el virrey Antonio de Mendoza. Este, ya achacoso y enfermo, delegó prácticamente el poder en la Audiencia, cuerpo al que se sumó el oidor Diego González Altamirano en reemplazo del fallecido Maldonado. Bravo de Saravia supo moderar las ambiciones de sus colegas oidores, así como el agresivo descontento que entre los colonos suscitó la promulgación de la real cédula que disponía la abolición de los servicios personales de los indios. 
El virrey Mendoza murió tras diez meses de gobierno, el 21 de julio de 1552, y una vez más la real audiencia, presidida por Cianca, asumió las tareas de gobierno de manera provisional en espera de la llegada de un nuevo virrey.

## Presidente-gobernador interino del Virreinato del Perú
Cianca falleció el 11 de abril de 1553, correspondiendo entonces a Bravo de Saravia presidir la Real Audiencia de Lima en su condición de oidor decano, función que desempeñó hasta el 29 de junio de 1556, cuando entregó el poder al virrey Andrés Hurtado de Mendoza, marqués de Cañete. El oidor Mercado de Peñalosa se sumó al cuerpo colegiado de la audiencia, integrado además por Hernando de Santillán y Diego González Altamirano.
Durante este período de gobierno de la audiencia presidida por Bravo de Saravia ocurrieron importantes hechos:
- Para pacificar la provincia de Charcas (actual Bolivia), donde se habían alzado Sebastián de Castilla (en La Plata) y Egas de Guzmán (en Potosí), fue enviado el mariscal Alonso de Alvarado, quien entonces ejercía como corregidor en el Cuzco. Acompañado de un fiscal, Alvarado partió hacia Charcas y llegó a La Paz, donde comenzó a castigar a los rebeldes y a reclutar gente. En eso ocurrió el asesinato de Sebastián de Castilla, por obra de sus propios seguidores encabezados por Vasco de Godínez. La Plata alzó entonces la bandera por el Rey y Godínez fue apresado. Alvarado pasó a Potosí (agosto de 1553) para reprimir a los seguidores de Egas de Guzmán, quien fue apresado, enjuiciado y ejecutado. Otros cabecillas rebeldes fueron también ajusticiados y el resto de los implicados fueron sentenciados a destierro y galeras.

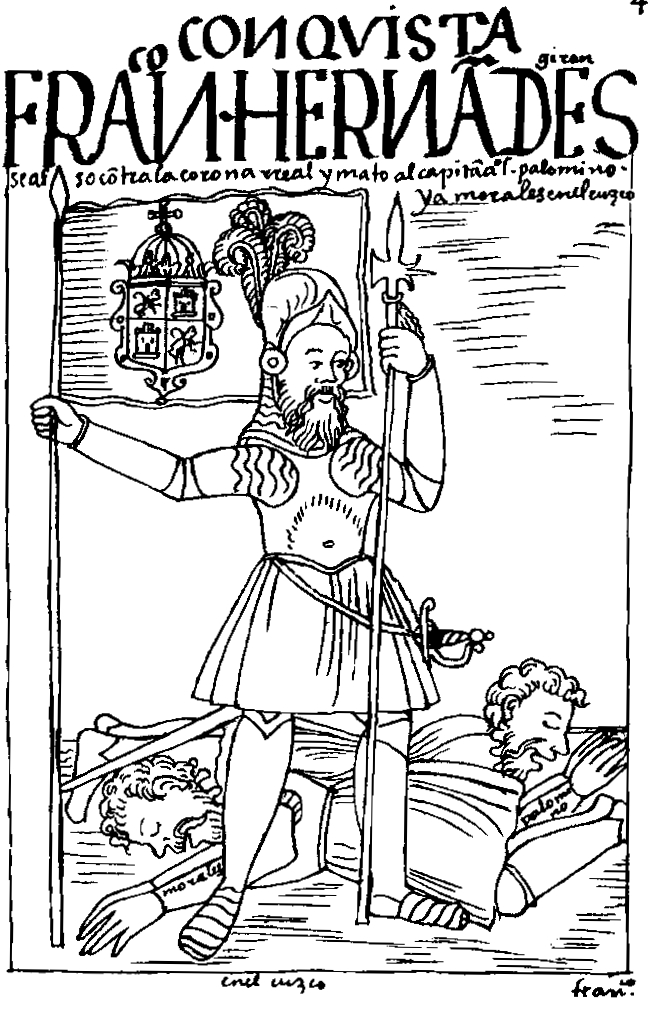
Francisco Hernández Girón alzándose en el Cuzco, según dibujo de Guaman Poma de Ayala.

- Tuvo que combatir enseguida la tremenda rebelión de Francisco Hernández Girón, que estalló en el Cuzco el 12 de noviembre de 1553. Los rebeldes clamaban el grito de “libertad”, pero este significaba, en verdad, nada más que la exigencia de poder abusar de los indios a su capricho, al querer que se aboliera la prohibición del trabajo personal de aquellos. Girón  formó un pequeño ejército y obtuvo algunos éxitos iniciales, siendo el más sonado la derrota que infligió al mariscal Alonso de Alvarado en Chuquinga, el 21 de mayo de 1554. Pero la Audiencia logró reunir pronto fuerzas suficientes y salió en busca de los rebeldes. Girón se retiró a Pucará (en el actual departamento de Puno), en cuyas ruinas preincas se encastilló. Hasta allí le siguió el ejército comandado por los oidores y se libró la batalla de Pucará (8 de octubre de 1554). Girón fue derrotado y escapó del campo de batalla, pero posteriormente fue cogido y llevado a Lima. Allí fue juzgado y condenado a muerte, siendo decapitado el 7 de diciembre. Su cabeza fue colocada en una jaula y colgada en la picota de la Plaza principal, junto con las calaveras de Gonzalo Pizarro y Francisco de Carvajal, los líderes rebeldes ajusticiados en 1548. El doctor Bravo de Saravia desplegó tanta actividad y decisión frente a la rebelión, que fue uno de los principales causantes de la derrota y del castigo de los rebeldes, otorgando el perdón a quienes acataron su autoridad.

- En Chile, los indios mapuches, encabezados por el caudillo Lautaro, organizaron un levantamiento general derrotando y asesinando al gobernador Pedro de Valdivia en Tucapel a fines de 1553. Luego, los indios concentraron sus fuerzas para arrebatar a los españoles los territorios al norte del Río Biobío. De otro lado, entre los mismos españoles surgió la división por el mando: mientras los cabildos de algunas ciudades del sur reconocían por Gobernador a Francisco de Villagra, otros proclamaron a Francisco de Aguirre, a quien Valdivia dejara por sucesor y quien se encontraba por entonces en Tucumán. Mientras, en Santiago el cabildo proclamó gobernador a Rodrigo de Quiroga, aunque después aceptó el mando de Villagra. La Audiencia de Lima vino a tener conocimiento de estos hechos a mediados de marzo de 1554, y mientras tanto, Villagra sufrió una seria derrota a manos de los indios en la batalla de Marihueñu (23 de febrero de 1554), viéndose obligado a cruzar el Biobío y abandonar la ciudad de Concepción. Con la llegada de Aguirre se avivó la disputa con Villagra por el mando en Chile. La Audiencia de Lima dispuso que ninguno de los contendientes lo ejerciera, mandando que, hasta que no se resolviera otra cosa, la autoridad residiría en los respectivos Cabildos. A la vez ordenaba que se repoblara Concepción y se fundiesen en una sola las ciudades de Valdivia y La Imperial.

## Presidente-gobernador de la Capitanía General de Chile
El 23 de diciembre de 1567 fue nombrado presidente de la nueva Real Audiencia de Concepción, que estaba subordinada a la de Lima, y al mismo tiempo ejercía como gobernador de la Capitanía General de Chile, que dependía del Virreinato del Perú pero conservaba cierta autonomía. Se embarcó en el Callao en abril de 1568 para asumir sus nuevas funciones. 
Llegó a Chile y se trasladó a Santiago. Juró su oficio como presidente de la real Audiencia el 16 de agosto de 1568, junto a los empleos de gobernador y capitán general, pero en vez de dedicarse exclusivamente a los asuntos judiciales y civiles, como le correspondía a su cargo, decidió entrar de lleno en cuestiones militares, marginando a los oficiales experimentados, tal vez alentado por su anterior experiencia militar en el Perú. Se dirigió al sur para actuar en la Guerra de Arauco, consiguiendo solo una nueva derrota en el asalto al fuerte mapuche de Marigüeñu, al sur de Concepción (enero de 1569), por el que debieron ser evacuadas Arauco y Cañete. 
Al revés militar se sumó el terrible terremoto que asoló Concepción el 8 de febrero de 1570, que causó la destrucción de todas las casas de esa ciudad, aunque solo hubo 30 muertos. Bravo tuvo que afrontar la reconstrucción de la ciudad y posteriormente volvió a activar la guerra con los indios, apoyado por refuerzos enviados desde Perú por el virrey Francisco de Toledo, pero fue derrotado nuevamente en Purén, a principios de 1571.
A partir de entonces adoptó una política defensiva, que puso en manos del general Lorenzo Bernal del Mercado. Él, por su parte, se dedicó enteramente a la administración civil, que fue oportuna y constructiva. En su período de gobierno se inició la construcción de la iglesia de San Francisco en Santiago, que sería finalizada en 1613 (es el único edificio del período de la conquista que se conserva en la actualidad).
Sin embargo, en los libros de historia en Chile también es recordado por incentivar la esclavitud de los indígenas. Autores de la seriedad de Rosales y de Mariño de Lobera coinciden en afirmar que durante su gobierno se estableció la costumbre de coger indios en la guerra. Al embarcarse el gobernador en septiembre de 1571, desde Valdivia para Concepción, muchos de los españoles que lo acompañaban “llevaban también muchos indios contra su voluntad, y aun sin delecto, pues dejaban las mujeres sin los maridos, y a los maridos sin sus mujeres; y lo mesmo hacían con los padres e hijos; sobre lo cual hubo grandes alborotos pretendiendo impedirlo la justicia seglar, e incluso interviniendo la autoridad del obispo de la Imperial, que lo prohibió con censuras, pues estaban tan estragadas las conciencias de algunos, que ni por esas ni por esotras dejaron los indios ni las indias.”
El rey Felipe II, informado de los reveses militares con los mapuches, se convenció de la inconveniencia de que existiera una Audiencia en un territorio en permanente estado de guerra y decidió suprimirla, designando como gobernador de Chile a Rodrigo de Quiroga (1573).

### Sucesión en el cargo y fallecimiento
Bravo de Saravia, que ya había solicitado el retiro por motivos de edad, entregó el cargo a su sucesor en 1575 y regresó a España. Murió muy poco tiempo después en Soria, donde estaba la casa de sus mayores. Fue sepultado en el coro de la iglesia mayor de la ciudad, donde tenía sepulcro propio.